# Dalquestia concho
Espèce
Dalquestia concho est une espèce d'opilions eupnois de la famille des Globipedidae.

## Distribution
Cette espèce est endémique du Mexique. Elle se rencontre au Chihuahua et au Durango.

## Description
Les mâles mesurent de 4,42 à 4,76 mm et les femelles de 5,71 à 5,84 mm.

## Systématique et taxinomie
Cette espèce a été décrite par Cokendolpher en 1984.

## Étymologie
Cette espèce est nommée en l'honneur des Conchos.

## Publication originale
- Cokendolpher, 1984 : « A new genus of North American harvestmen (Arachnida: Opiliones: Palpatores). » Festschrift for Walter W. Dalquest in honor of his sixty-sixth birthday. Midwestern State University, Wichita Falls, p. 27–43.